# Skattmans
Skattmans (finska: Veromies) är en stadsdel i Vanda stad i landskapet Nyland. 
Skattmans ligger söder om Helsingfors-Vanda flygplats väster om Tusbyleden. I söder gränsar stadsdelen till Ring III och Backas. 
Det finns småindustrier, affärsutrymmen och kontor, samt tre hotell i Skattmans. Området väster om Flygstationsvägen har nyligen fått ett nytt namn, Tjänstemans. Det snabbt växande kontorsområdet Aviapolis ligger till största delen i Skattmans. 